# Johann Rudolph Glauber
Johann Rudolph Glauber (Karlstadt, 10 marzo 1604 – Amsterdam, 16 marzo 1670) è stato un alchimista, farmacista e chimico tedesco.
È considerato uno dei fondatori dell'ingegneria chimica; nel 1625 preparò il solfato di sodio decaidrato, che fu chiamato in suo onore sale di Glauber.

## Biografia
Johann Rudolph Glauber nacque nel 1604 a Karlstadt, figlio di un barbiere. La famiglia era molto numerosa e rimase presto orfano; nella città natale frequentò probabilmente una scuola di latino e portò a termine un corso di farmacista. Egli stesso diceva di essere contento di non aver dovuto sgobbare in studi universitari, e di aver invece appreso con l'esperienza. Visse e lavorò in molte città, tra le quali a Vienna (1625), Salisburgo, Gießen, Wertheim (1649-1651), Kitzingen (1651-1655), Basilea, Parigi, Francoforte sul Meno, Colonia e Amsterdam (1640-1644, 1646-1649, e dal 1656 alla morte). Lavorò dapprima fabbricando specchi e poi per due periodi come farmacista alla corte di Giessen; la seconda volta come Capo farmacista, incarico che dovette lasciare a causa della guerra dei trent'anni. Ad Amsterdam impiantò una ditta per la fabbricazione di medicinali (tra i quali il sale di Glauber). L'impresa ebbe inizialmente un grande successo finanziario, ma nel 1649 fece bancarotta; per questo motivo si spostò da Amsterdam a Wertheim.
Si sposò due volte; dopo essersi separato dalla prima moglie sposò Helena Cornelius nel 1641 e con lei ebbe otto figli, tra i quali Johannes, Jan Gottlieb e Diana, tutti e tre pittori. Nel 1660 si ammalò gravemente, presumibilmente per avvelenamento dovuto ai metalli pesanti, come arsenico e mercurio, che aveva usato nei suoi lavori. Nel 1666 rimase paralizzato per una caduta da una carrozza e fu obbligato a letto per il resto della sua vita. Fu costretto a vendere le attrezzature di laboratorio e parte della sua biblioteca per provvedere alla sua famiglia. Morì ad Amsterdam il 16 marzo 1670. 

## Lavori
Glauber è noto soprattutto per i suoi contributi alla chimica inorganica; fu uno dei primi chimici che riuscì a vivere della sua professione, grazie ai prodotti chimici che sviluppava con le sue ricerche. In questo senso Glauber fu uno dei fondatori della chimica industriale moderna. Fu anche un precursore dell'ingegneria chimica, migliorando i processi chimici e le apparecchiature chimiche, in particolare fornaci e distillatori. In questo modo riuscì per primo ad isolare molti composti chimici. Nel 1625 facendo reagire il cloruro di sodio (il normale sale da cucina) con acido solforico scoprì e descrisse il solfato di sodio da lui chiamato sal mirabilis. Ne ottenne una grande fama; in suo onore questo sale fu chiamato sale di Glauber. Era usato come lassativo efficace e relativamente sicuro, quando la purga era un trattamento comune per molte malattie.
Nel 1646 fu il primo a osservare e descrivere il giardino chimico. Nella sua forma originale, il giardino chimico prevedeva l'aggiunta di cristalli di cloruro ferroso ad una soluzione di silicati di potassio (vetro solubile). Fu il primo a produrre acido cloridrico concentrato. Nel 1648 migliorò la produzione dell'acido nitrico, ottenuto riscaldando il nitrato di potassio con acido solforico concentrato. Fu il primo a preparare anche i cloruri e altri sali di piombo, stagno, zinco, rame, antimonio e arsenico.
Studiò anche la chimica della vinificazione e riuscì a ottenere vari brevetti che sfruttò commercialmente. Fu anche un farmacista e produttore di medicinali; era noto che curava gratis i poveri. Glauber cercò sempre di trovare applicazioni pratiche per le sue conoscenze, sia nella preparazione di medicinali che in altre applicazioni come tinture o concimi artificiali. Scrisse circa 40 trattati, che furono raccolti e pubblicati a Francoforte (1658-1659) e Amsterdam (1661). Una traduzione inglese apparve a Londra nel 1689. Un testo visionario è Dess Teutschlands Wohlfahrt (La prosperità della Germania), dove propose di utilizzare industrie chimiche per risollevare le sorti economiche della Germania dopo la guerra dei trent'anni.

## Opere principali
- Dess Teutschlands Wohlfahrt,  1656-1661
- Operis mineralis Oder Vieler künstlichen und nutzlichen metallischen Arbeiten Beschreibung, 1651-1652
- Opera omnia (Collected Works), 7 volumi, 1669
- De Auri Tinctura sive Auro Potabili Vero: Was solche sey/ vnnd wie dieselbe von einem falschen vnd Sophistischen Auro Potabili zu vnterscheiden vnd zu erkennen … wozu solche in Medicina könne gebraucht werden. Beschrieben vnd an Tag gegeben Durch Joh. Rud. Glauberum, 1646
- Furni Novi Philosophici Oder Beschreibung einer New-erfundenen Distilir-Kunst: Auch was für Spiritus, Olea, Flores, und andere dergleichen Vegetabilische/ Animalische/ und Mineralische Medicamenten/ damit … können zugericht und bereytet werden, 2 volumi, 1646-1647
- Miraculum Mundi, oder Außführliche Beschreibung der wunderbaren Natur/ Art/ vnd Eigenschafft/ deß Großmächtigen Subiecti: Von den Alten Menstruum Vniversale oder Mercurius Philosophorum genandt. . - an Tag geben/ vnd jetzo auff das newe corrigiret vnd verbesert Durch Iohann Rudolph Glaubern, 7 volumi, 1653-1658
- Johann Rudolf Glauberi Apologia oder Verthaidigung gegen Christoff Farners Lügen und Ehrabschneidung, 2 volumi 1655
- Zweyte Apologia, oder Ehrenrettung gegen Christoff Farnern, Speyerischen Thom-Stiffts Schaffnern zu Löchgaw, unmenschliche Lügen und Ehrabschneidung 1656
- Tractatus De Medicina Universali, Sive Auro Potabili Vero. Oder Außführliche Beschreibung einer wahren Universal Medicin: wie auch deroselben Wunderbahrlichen grossen Krafft und Wirckung. . - Der jetzigen blinden Welt … wolmeinend beschrieben und an Tag gegeben Durch Johan. Rudolph. Glauber, 2 volumi, 1657
- Tractatus de natura salium, 2 volumi, 1658-1659
- Tractatus de signatura salium, metallorum, et planetarum, sive fundamentalis institutio, evident. monstrans, quo pacto facillime non solum salium, metall., atque planetarum … supputari queant, 1658
- Opera chymica: Bücher und Schrifften, so viel deren von ihme bißhero an Tag gegeben worden; jetzo vom neuen übersehen und vermehret (Raccolta di lavori), 2 volumi, 1658-1659
- Explicatio oder Außlegung über die Wohrten Salomonis: In herbis, verbis, et lapidibus, magna est virtus, 2 volumi, 1663-1664
- Libellus dialogorum, sive colloquia, nonnullorum Hermeticae medicinae, ac tincturae universalis, 1663
- Novum lumen chimicum: oder e. new-erfundenen u.d. Weldt noch niemahlen bekand-gemachten hohen Secreti Offenbarung, 1664
- Von den dreyen Anfangen der Metallen, alß Schwefel, Mercurio und Salz der Weisen, 1666
- Tractatus de tribus principiis metallorum, videlicet sulphure, mercurio et sale philosophorum, quemadmodzum illa in medicina, alchymia aliisque artibus associatis utiliter adhiberi valeant, 1667
- Glauberus Concentratus Oder Laboratorium Glauberianum: Darinn die Specification, vnd Taxation dehren Medicinalischen/ vnd Chymischen Arcanitäten begriffen; Sambt Aller dehren künstlichen Oefen vnd Instrumenten … Durch Den Authorem … obgedachter Raritäten … an tag gegeben, 1668
- De Elia artista, 1667
- De tribus lapidibus ignium secretorum: Oder von den drey Alleredelsten Gesteinen, 1667
- De lapide animali, 1669
- Libellus ignium: Oder Feuer-Buechlein, Darinnen von unterschiedlichen frembden und biß Dato noch gantz unbekandten Feuern gehandelt: Wozu sie dienen und was für unglaubliche Dinge und unaußsprechlicher Nutzen dem Menschlichen Geschlecht dadurch kommen und zu wegen gebracht werden koenne. Zu Gottes Ehre und Dienst deß Nechsten wolmeinend beschrieben und an Tag gegeben durch Joh. Rudoph. Glauberum, 1663